# Христо Минчев (Пилето)
Христо Минчев Николов-Пилето е български вариететен артист, кавалджия, имитатор, придобил международна популярност.

## Биография
Роден е в село Росица, близо до град Павликени. Като малък слушал птичите песни – „разговорите“ между животните и едва седем годишен се научава да им подражава. Земляците му първи насърчават и популяризират самобитното му дарование на изкусен имитатор. На 20 години е вече имитатор под псевдонима Пилето, възпроизвеждащ 120 вокала (гласове и звуци).
Артистът-имитатор възпроизвежда гласовете и песните на пойните птици, гласовете на животните – домашни и диви, в т.ч. от саваните на Африка, прериите на Америка, планините на Азия и Европа. Възпроизвежда звуците и свиренето на народните инструменти, имитира оркестри и певци, сигнали на радиостанции, сигнали на моторни превозни средства и моторни звуци. Пилето притежава и подражава на повече от 120 гласа. Програмата му без прекъсване може да продължи повече от два часа, в съдържанието на която са: „Овчарската идилия“, включваща множество животински звуци на котки, кучета, домашен добитък и разбира се Славея. Други птици под съпровод на народна музика, създаваща усещане за идилична обстановка, преработен от него „Танц със саби“ на Арам Хачатурян в „Пилешки валс“ и много други.
Изкуството му е познато в повече от 40 страни, изнесъл над 1000 концерта. Гастролирал във всички европейски, арабски, азиатски, африкански и северно-американски страни. Голяма част от концертите си изнася заедно с други родни артисти, фокусници, поп- и народни певци и т.н. Част от певците, с които е работил, са Борис Машалов, Костадин Гугов, Емил Димитров, Надка Караджова, Ирина Чмихова, Богдана Карадочева, Магда Пушкарова, Гюрга Пинджурова, сестри Кушлеви, Йорданка Христова, Мистер Сенко, Леа Иванова и Лили Иванова. Пилето помага на Лили Иванова в началото на нейната кариера, когато все още не се е устроила в София и не е придобила голямата си известност, като и намира квартира.
Акордеонистите, поддържащи съпровода в програмата на имитатора, са Стефан Демирев и Никола Николов.
Почива на 11 февруари 2012 г. в София. Погребан е в Централните софийски гробища.

## Отличия
Обявен е за почетен гражданин на Москва, Киев, Ташкент и Павликени. Носител на орден „Кирил и Методий“ I, II и III степен. Удостоен е със званието „Заслужил артист“ от 1967 г., награден със „Златна лира“ през 1980 г. и Почетна грамота „Златен век България“, от 2006 г. Лауреат на международни конкурси. Удостоен е с почетния знак на Африка от Министъра на културата в Адис Абеба, Етиопия.

## Снимки
- Снимка на Пилето с автограф от Леа Иванова
- Пилето със съпровод Стефан Демирев
- Пилето със съпровод Никола Николов
- Пилето свири на Най, съпровод Никола Николов
- Пилето със съпровод Никола Николов
- Пилето със съпровод Стефан Демирев
- Пилето със съпровод Стефан Демирев
- Честване на 50 г. артистична дейност на Пилето – на 75 г.